# Archibald Wavell, 1:e earl Wavell
Archibald Percival Wavell, 1:e earl Wavell, född 5 maj 1883 i Colchester, Essex, död 24 maj 1950 i London, var en brittisk ämbetsman, den näst siste vicekungen av Indien (1943–1947) och dessutom överbefälhavare för den Brittisk-indiska armén.

## Biografi
Under första världskriget tjänstgjorde Wavell vid västfronten, där han vid andra slaget om Ypres förlorade sitt ena öga.  Vid krigsslutet förflyttades han till Palestina och deltog i kriget mot Turkiet som Allenbys stabschef.
Under mellankrigstiden var Wavell en ivrig förespråkare för flyg och pansar. Han var överbefälhavare i Mellersta östern 1939–41 i kriget mot Italien och Tyskland och allierad överbefälhavare i Sydöstasien 1942–43 mot Japan. Åren 1943–47 var han vicekung i Indien.

Wavell träffar generallöjtnant Quinan, befälhavare för de brittiska och indiska styrkorna i Irak, i april 1941